# Miha Gregorič
Miha Gregorič, slovenski nogometaš, * 22. avgust 1989, Šempeter pri Gorici.
Gregorič je profesionalni nogometaš, ki igra na položaju branilca. Od leta 2023 je član italijanskega kluba Azzurra Premariacco. Pred tem je igral za slovenske klube Gorica, Brda in Koper ter italijanske Fidelis Andria, Cjarlins Muzane, Gemonese in Pro Gorizia. Skupno je v prvi slovenski ligi odigral 197 tekem in dosegel sedem golov. Bil je tudi član slovenske reprezentance do 18 let. 